# オザワナイト
『オザワナイト』は、2017年9月1日から2020年11月21日までTBSで放送された情報番組。

## 概要
小沢一敬（スピードワゴン）が、ゲストと【甘い言葉】を交わしながら様々な最新情報を紹介する大人の情報番組。

## 出演者
- メイン
  - 小沢一敬

### ゲスト
| TONIGHT LADY | 期間             |
| ------------ | ---------------- |
| 渋谷飛鳥     | 2017年9月1日 -   |
| 伊藤優衣     | 2017年9月22日 -  |
| 三浦優奈     | 2017年10月13日 - |
| 佐々木もよこ | 2017年11月3日 -  |
| 中川知香     | 2017年11月24日 - |
| 矢崎希菜     | 2017年12月15日   |
| 古泉千里     | 2017年12月15日 - |
| 愛菜         | 2018年1月19日 -  |
| 小松美咲     | 2018年2月2日 -   |
| 藤岡沙也香   | 2018年2月23日 -  |
| 竹内渉       | 2018年3月16日 -  |
| 蒼天のハリー | 2018年4月6日 -   |
| 長谷川眞優   | 2018年4月27日 -  |
| 原アンナ     | 2018年5月18日 -  |
| 尾﨑優子     | 2018年6月8日 -   |
| 藤井サチ     | 2018年6月29日 -  |
| 熊江琉唯     | 2018年7月20日 -  |
| 仁村紗和     | 2018年8月10日 -  |
| 加藤ナナ     | 2018年8月31日 -  |
| 田中こなつ   | 2018年9月21日 -  |
| 木下綾菜     | 2018年10月12日 - |
| 楢葉ももな   | 2018年11月1日 -  |
| 岡部磨知     | 2018年11月24日 - |
| 越智ゆらの   | 2018年12月14日 - |
| Niki         | 2019年1月25日 -  |
| 南條有香     | 2019年2月15日 -  |
| 安川リベカ   | 2019年3月7日 -   |
| 杉本美穂     | 2019年3月29日 -  |
| 富田早紀     | 2019年4月18日 -  |
| 森崎はるか   | 2019年5月17日 -  |

## スタッフ
- プロデューサー：川嶋和成
- ディレクター：長戸洋明
- サブディレクター：佐藤竜一、高橋令
- 協力：池田屋・東通・Room39
- 製作著作：TBS、TIXE→TBS SPARKLE